# Eco (Marvel Comics)
Eco é uma personagem fictícia dos quadrinhos norte-americanos publicados pela Marvel Comics. Foi criada por Joe Quesada e David Mack, fazendo sua primeira aparição na revista Daredevil #9, em 1999.
Eco é o alter-ego de Maya Lopez, uma mulher indígena Cheyenne com relações com o Rei do Crime e o Demolidor.

## Origem
Maya Lopez era uma garota indígena com deficiência auditiva filha de um homem chamado Willie Lincoln. Um dia, seu pai acaba sendo assassinado, com o homem pedindo que sua filha fosse cuidada por Wilson Fisk, o Rei do Crime. Ele aceita o desejo, assumindo a guarda da garota e a mandando para estudar em uma escola para pessoas com dificuldade em aprendizagem, sem perceber sua deficiência. Maya acaba demonstrando suas habilidades especiais logo cedo quando consegue reproduzir completamente uma música enquanto toca piano.
Já crescida, Maya é enviada em uma missão por Fisk para seduzir e acabar com o Demolidor, a quem ela acredita ser o responsável pela morte de seu pai. Ela, porém, acaba se apaixonando por Matt Murdock, enquanto acaba lutando com o Demolidor, sem desconfiar que os dois são a mesma pessoa. Maya descobre que o Demolidor não tinha sido o assassino de seu pai, mas sim Wilson Fisk. Furiosa, ela atira no rosto de Fisk como vingança, mas o homem acaba sobrevivendo.

## Como Ronin
A personagem foi a primeira a adotar o nome de Ronin nos quadrinhos, antes mesmo de Clint Barton. Sua troca de manto acontece nas edições de The New Avengers. Maya usava o alter-ego como forma de ajudar Capitão América e os outros Vingadores sem revelar sua verdadeira identidade, com seu traje cobrindo sua aparência. Ela enfrenta adversários poderosos como a Hydra e o Tentáculo, em uma ocasião chegando a enfrentar Elektra Natchios e sendo morta pela ninja.

## Poderes e habilidades
- Técnica em artes marciais: Maya é uma grande artista marcial, conseguindo bater de frente em batalha contra adversários formidáveis.[4]
- Memória fotográfica: Tem uma incrível capacidade de se lembrar de rostos e de cenas que presenciou há muito tempo, além de reconhecer técnicas de luta de outras pessoas.[4]
- Vibração de sons: Apesar de ser deficiente auditiva, ela também consegue notavelmente reconhecer e sentir vibrações de sons,[4]

## Universo Cinematográfico Marvel
Eco faz a sua estréia em live-action (e no Universo Cinematográfico da Marvel) na série Gavião Arqueiro. Maya Lopez é interpretada pela atriz Alaqua Cox. Cox, assim como a personagem, é deficiente auditiva e indígena.
Em sua contraparte no UCM, Maya é a líder do grupo Tracksuit Mafia (originalmente introduzido na revista em quadrinhos Hawkeye, de Matt Fraction e David Aja), junto com Kazi (interpretado pelo ator Fra Free) e usa uma perna protética desde a infância. Nessa versão, o pai de Maya (interpretado por Zahn McClarnon) é assassinado por Clint Barton (interpretado por Jeremy Renner) usando o manto de Ronin. Ela o culpa pela morte do pai, mas acaba descobrindo que Barton havia sido contratado por Wilson Fisk, o Rei do Crime (interpretado por Vincent D'onofio) para fazer o serviço. Assim como nos quadrinhos, ela se vinga de Fisk atirando no rosto do mesmo.[carece de fontes?]
Uma série própria estrelando a personagem foi anunciada como em produção em maio de 2021, autointitulada de "Echo". O anúncio oficial veio no evento da Disney+ Day, no mesmo ano.

## Em outras mídias

### Séries
- Eco tem uma participação curta na série Ultimate Spider-Man, durante o episódio "Agent Venom".

### Videogames
- Eco é uma personagem desbloqueável no game LEGO Marvel's Avengers.[7]

### Livros
- Eco aparece na novelização do game Marvel's Spider-Man, chamada de "Hostile Takeover".[8]